# Ештадіу да Капіталь ду Мувель
«Ештадіу да Капіталь ду Мувель» (порт. Estádio da Capital do Móvel) — багатофункціональний стадіон у місті Пасуш-де-Феррейра, Португалія, домашня арена ФК «Пасуш ді Феррейра».

## Опис
Стадіон побудований та відкритий у 1973 році як «Ештадіу да Мата Реал» із місткістю глядачів 5 250 глядачів. У 2000, 2013 та 2017 роках стадіон реконструйовувався та розширювався, у результаті чого було досягнуто місткості 9 076 глядачів та набуття стадіоном сучасного вигляду. 